# Tetsuo Nagata
Tetsuo Nagata (永田鉄男?, Nagata Tetsuo; Nakano, 1952) è un direttore della fotografia giapponese attivo nel cinema francese.
Ha vinto due volte il Premio César per la migliore fotografia, nel 2002 per La Chambre des officiers e nel 2008 per La Vie en rose.

## Filmografia
- Faut pas rêver, regia di Michel Thibaud – cortometraggio (1992)
- Le Dernier Chaperon rouge, regia di Jan Kounen – cortometraggio (1996)
- C'est quoi la vie?, regia di François Dupeyron (1999)
- Stand-by, regia di Roch Stéphanik (2000)
- La Chambre des officiers, regia di François Dupeyron (2001)
- Riders - Amici per la morte (Riders), regia di Gérard Pirès (2002)
- Una vita nascosta (Laisse tes mains sur mes hanches), regia di Chantal Lauby (2003)
- Blueberry, regia di Jan Kounen (2004)
- Narco, regia di Tristan Aurouet e Gilles Lellouche (2004)
- Animal, regia di Roselyne Bosch (2005)
- Daiteiden no yoru ni, regia di Takashi Minamoto (2005)
- Quartier de la Madeleine, episodio di Paris, je t'aime, regia di Vincenzo Natali (2005)
- La Vie en rose (La Môme), regia di Olivier Dahan (2007)
- Splice, regia di Vincenzo Natali (2009)
- L'esplosivo piano di Bazil (Micmacs à tire-larigot), regia di Jean-Pierre Jeunet (2009)